# Haderslevs domkyrka

Haderslevs domkyrka - också kallad Vor Frue Kirke - är en domkyrka i staden Haderslev i Danmark. Den blev domkyrka år 1922, då Haderslevs stift upprättades. Innan dess hörde bland annat Haderslev till Ribe stift.

## Kyrkobyggnaden
Nuvarande kyrka uppfördes på 1200-talet av tegel och ersatte en tidigare 1100-talskyrka av granit. Kyrkan är uppbyggd av tvärskepp, långhus, korparti med 15,9 meter höga gotiska fönster, flera sidokapell, vapenhus och sakristia. De små husen runt omkring ger kyrkan en mycket dominant prägel. Under 1400-talet ägde en större ombyggnad rum då det romanska koret omdanades till ett treskeppigt gotiskt korparti. Vid en brand 18 september 1627 skadades kyrkans västra sida. Tornet på den sidan störtade ned för att aldrig byggas upp igen. Branden har samband med general Albrecht von Wallensteins härjningar i Jylland.
Senaste restaureringen ägde rum åren 1941 - 1951 då bland annat hela kyrkan vitkalkades invändigt. Ett fåtal kalkmålningar har tagits fram från att tidigare ha varit övertäckta.

## Inventarier
- Dopfunten av brons göts 1485 i Flensburg och bärs upp av fyra evangelistfigurer. På funten finns bilder med bibliska motiv.
- Altarbordet av kalksten var fram till 1845 en golvsten i entréhallen. Ovanför altaret hänger ett krucifix från omkring år 1300. Krucifixet hämtades från Egebjergs kyrka i Odsherreds kommun.
- Predikstolen och dess tak skänktes 1636 av Georg von Ahlefeldt och Margrete Blumen.
- Orgeln är från 1652. Orgelverket förnyades 1950.
- I kyrkan finns 18 ljuskronor. De två äldsta är från 1605 och 1655.
- Ett votivskepp föreställer örlogsfartyget Fyn från 1950.